# Cerapachys binodis
Cerapachys binodis é uma espécie de formiga do gênero Cerapachys.